# Донные рыбы

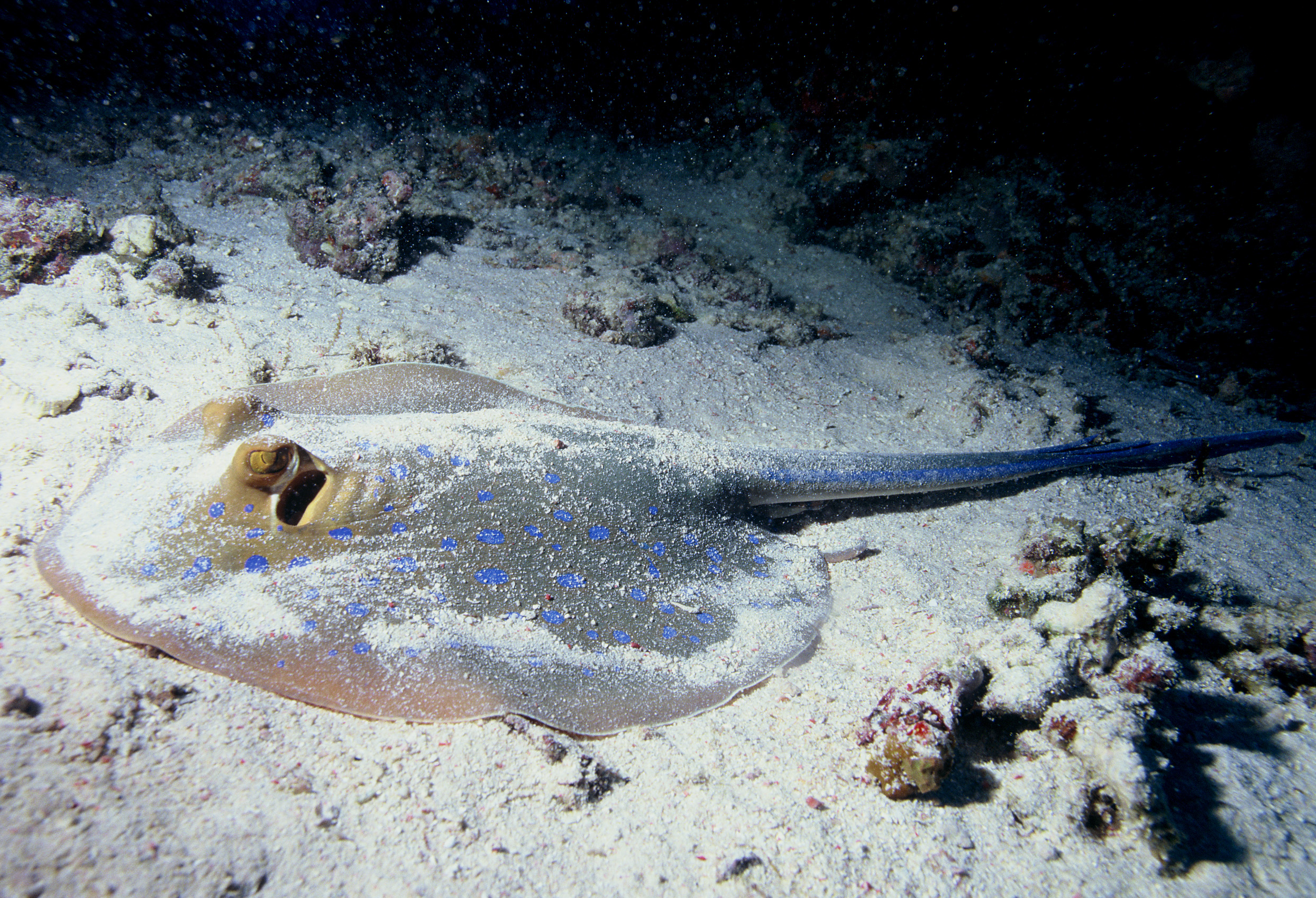
Многие скаты ведут донный образ жизни

Донные рыбы, также демерсальные рыбы — рыбы, которые большую часть жизненного цикла проводят на дне или в непосредственной близости от дна (придонные рыбы). Они встречаются как в прибрежных районах континентального шельфа, так и в открытом океане вдоль материковой окраины континентального склона. В целом они отсутствуют в абиссопелагической и ультраабиссальной зоне и на абиссальной равнине. Они занимают морское дно, покрытое илом, песком, гравием или валунами. Однако у многих донных рыб икра и личинки пелагические.
В глубоководной зоне донные рыбы довольно многочисленны и активны по сравнению с батипелагическими рыбами. Здесь распространены долгохвостовые, бититовые, бельдюги, лопаточные нетопыри и пинагоры.
У донных рыб хорошо развитые органы и мускулатура. По этим параметрам они ближе к мезопелагическим рыбам, чем к обитателям батипелагиали. Иными словами, они более разнообразны. У них как правило отсутствуют фотофоры. Глаза и плавательный пузырь могут быть как хорошо развитыми, так и атрофированными. Они сильно отличаются по размеру, нередко встречаются крупные экземпляры свыше 1 м длиной.
У многих демерсальных рыб длинное и узкое тело, подобное угрям. Возможно, это связано с длиной боковой линии, которая улавливает низкочастотные звуковые волны, тогда как некоторые рыбы с помощью мускулов издают подобные звуки, привлекая сексуальных партнёров . Обоняние также играет важную роль, судя по тому как быстро они ловятся на живца. Основу рациона демерсальных рыб составляют бентосные беспозвоночные и падаль. Они находят пищу в основном посредством боковой линии, обоняния и осязания.
Демерсальных рыб можно разделить на сугубо бентических и бентопелагических, имеющих отрицательную и нейтральную плавучесть соответственно. Бентические рыбы постоянно контактируют с дном. Они либо лежат в засаде в ожидании добычи, либо активно двигаются в поисках пищи. Многие донные рыбы, подобно камбаловым и скатам, имеют приспособленную для жизни на дне форму тела, покровительственную окраску, и способны зарываться в грунт.
Донных рыб промышляют донными орудиями лова (снюрреводами, тралами, крючковой снастью, ставными сетями и др.). Бентопелагических рыб добывают пелагическими орудиями лова.

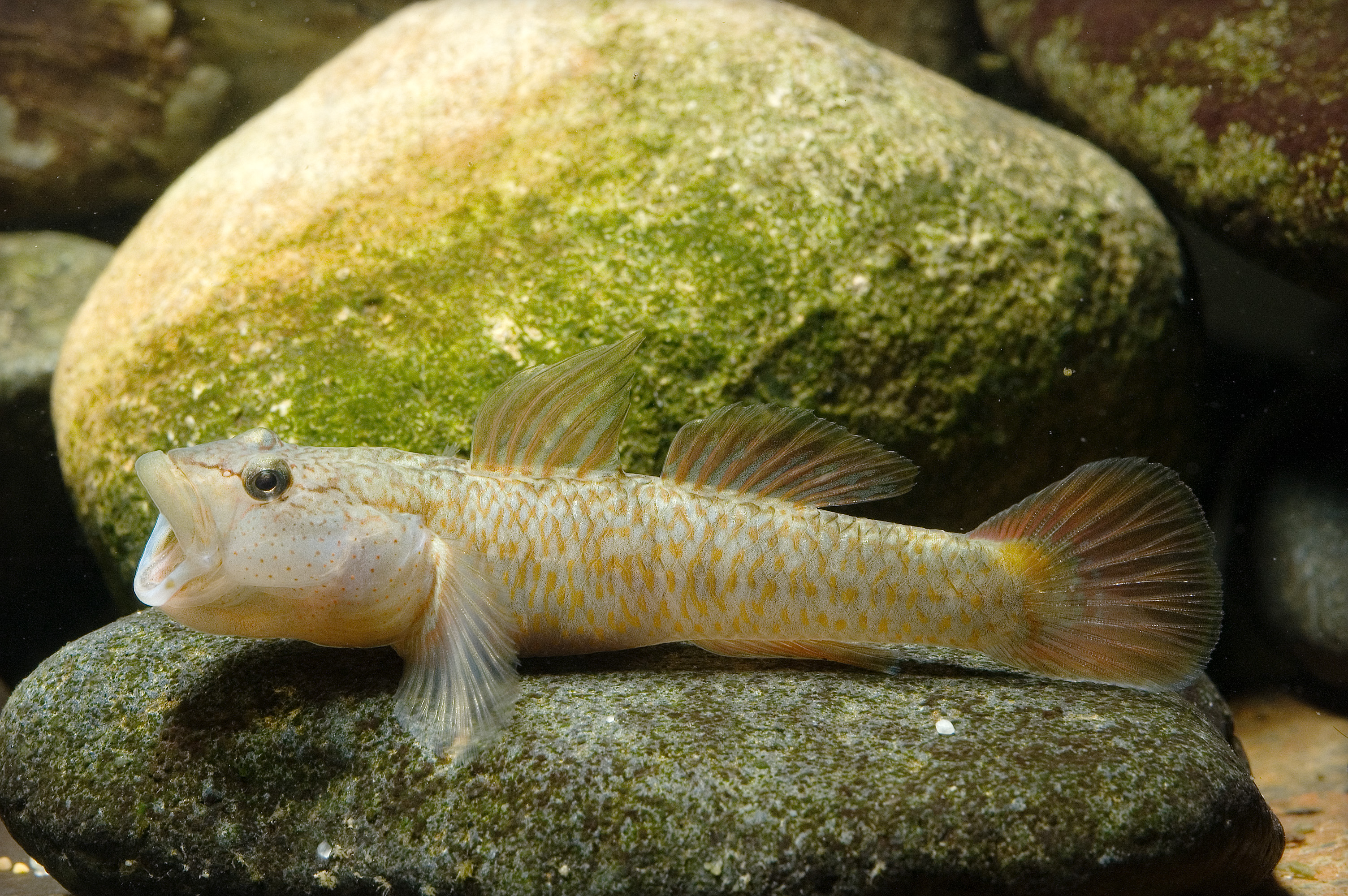
Бычки (Rhinogobius flumineus) — типичные донные рыбы прибрежных вод

## Типы донных рыб
Донных рыб можно разделить на два основных типа: чисто донных (бентальных) и бентопелагических, которые поднимаются над дном и плавают в толще воды. Бентопелагические рыбы обладают нейтральной плавучестью, которая позволяет плавать без усилий, а у донных рыб более плотное тело и отрицательная плавучесть, удерживающая их на дне без затрат энергии. Бентопелагических рыб больше, чем чисто донных.
Помимо уплощённой формы тела, адаптивной особенностью строения многих донных рыб является нижний рот, позволяющий им кормиться с грунта. Песок, засасываемый с пищей, обычно извергается через жаберные щели. Однако звездочётовые имеют верхний рот и направленные вверх глаза, поскольку они охотятся на добычу, плавающую в толще воды.

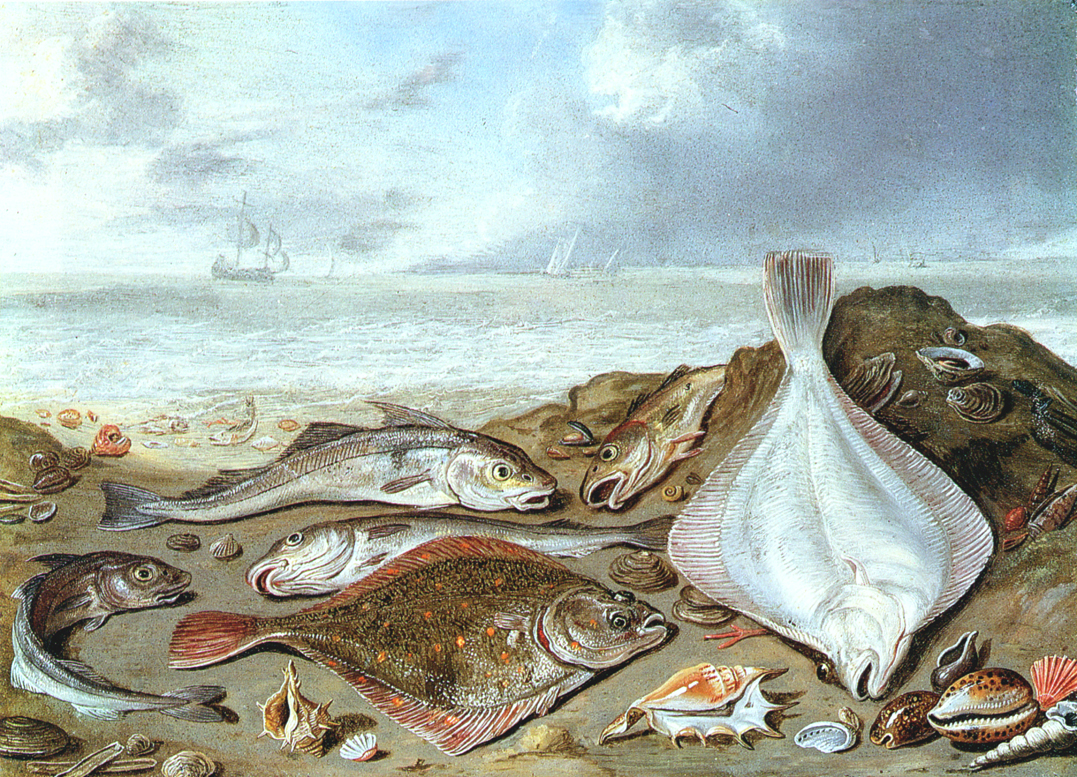
Картина Яна ван Кесселя (старшего), изображающая донных и бенто-пелагических рыб (камбалу и треску)

### Донные и придонные рыбы
У этих рыб плотное тело и отрицательная плавучесть. Всю жизнь они проводят на дне. Их можно разделить на 4 группы. Представители первой группы (подкарауливатели-преследователи) выжидают добычу и нападают, совершая стремительный бросок, подобно щуке. У них стреловидное тело, хорошо развитые спинной, анальный и хвостовой плавники. Ведут одиночный образ жизни на ограничнном индивидуальном участке обитания. К второй группе относятся подкарауливатели-засадчики с плоским телом, крупным ртом и маскирующей окраской. Иногда на теле у них имеются специальные выросты, служащие приманкой. Это ромботелые скаты, крупные камбалы, обыкновенный сом, морской чёрт. Третья группа — донники-бентосоеды с плоским (большинство скатов, удильщики, многие камбалы, химеры) или червеобразным телом (угри, вьюны). Ведут одиночный образ жизни. К четвёртой группе относятся стайные бентосоеды (сазаны и многие другие карповые), совершающие миграции.
Примером рыб, способных зарываться в грунт, служат камбаловые и скаты. Камбалообразные — отряд лучепёрых рыб, которые ведут донный образ жизни, лежат и плавают на боку. Плавательный пузырь у них отсутствует. Глаза смещены на одну сторону тела. Личинки камбал первоначально плавают в толще воды, по мере развития их тело трансформируется, адаптируясь к жизни на дне. У одних видов оба глаза расположены на левой стороне тела (арноглоссы), а у других — на правой (палтусы).
Ипноповые, живущие также на дне, выглядят совершенно иначе. Обычно они неподвижно стоят, опираясь на длинные и утолщённые краевые лучи брюшных плавников и хвоста (иногда их называют рыбами-треногами). Они охотятся из засады на планктонных рачков. Длинные лучи грудных плавников функционируют подобно чувствительных антеннам, поскольку глаза у этих рыб развиты плохо.

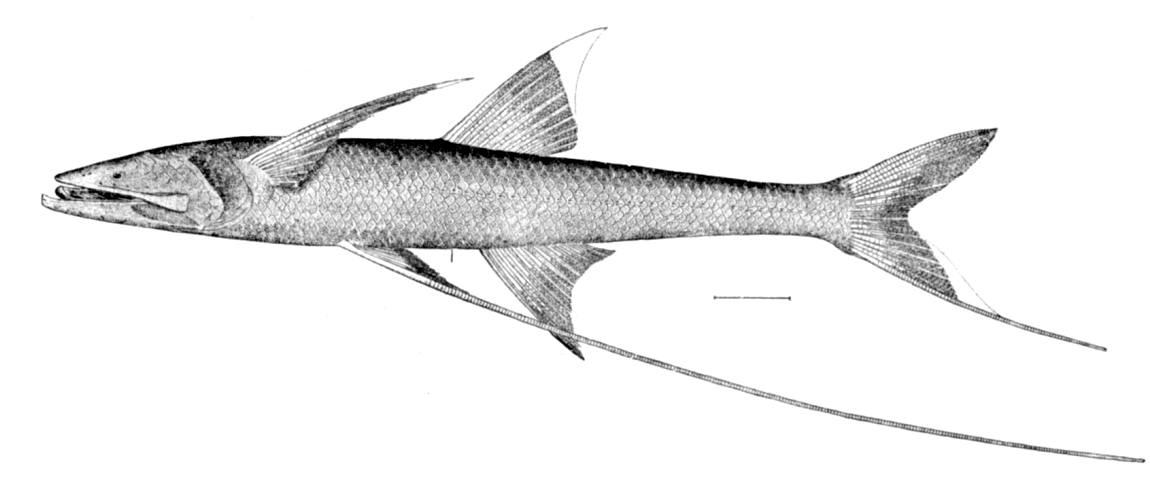
Батиптеры[англ.] Bathypterois grallator[англ.]* «стоят» на дне, опираясь на длинные лучи своих плавников
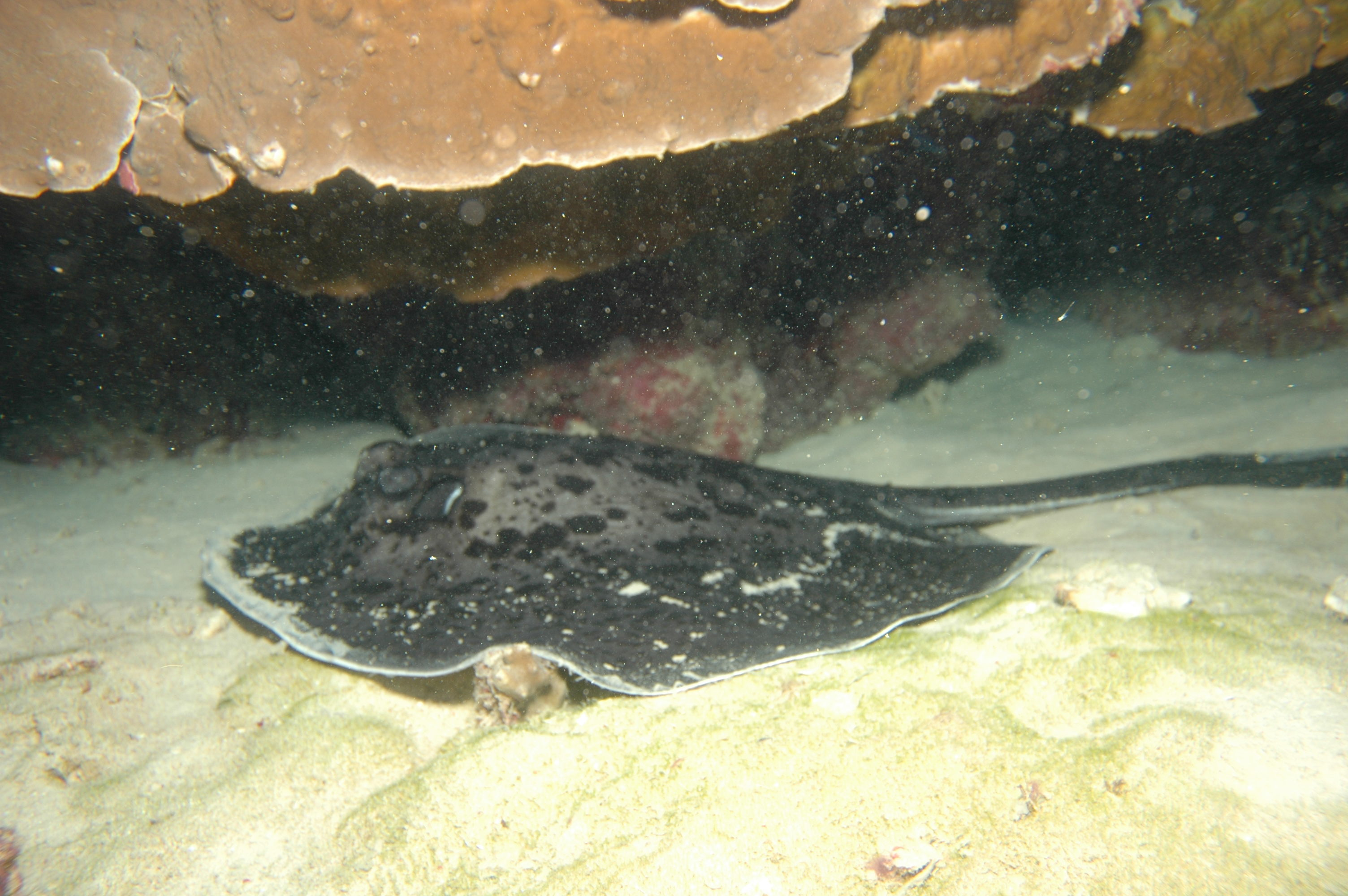
Скат Taeniura meyeni охотится на донных рыб, двустворчатых моллюсков, крабов и креветов

Экологические зоны мирового океана

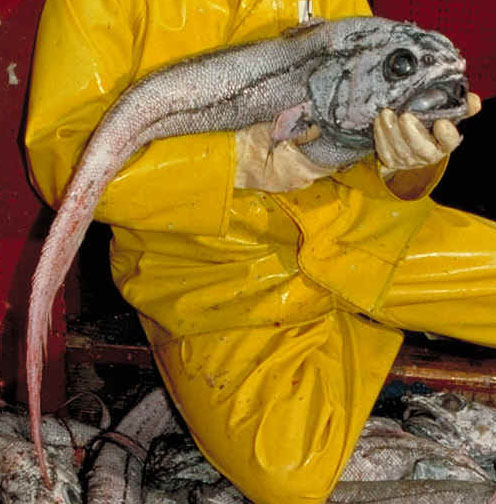
Малоглазый макрурус — донная рыба с удлинённым телом, крупными глазами и хорошо развитой боковой линией.

| Типы тела донных рыб                         | Типы тела донных рыб |
| -------------------------------------------- | --- |
| Blue catfish                                 | Тело удлинённое, голова уплощённая, спина выгнутая, грудные плавники увеличены. Примеры: кошачьи сомы, кольчужные сомы с крупным конечным ртом, мелкие панцирные сомы с мелким нижним ртом и осетровые с мясистыми подвижными губами, расположенными на нижней стороне рыла |
| Two freshwater gobies, Rhinogobius duospilus | Небольшие рыбы с плоской головой, крупными грудными плавниками и механизмом, обычно представляющим собой модифицированные брюшные плавники, который позволяет им прикрепиться ко дну. Подобные структуры помогают рыбам удерживаться на месте в быстрых потоках или приливных зонах с сильным течением. Наиболее простой механизм существует у рогаткоподобных, которые используют свои маленькие близкопоставленные брюшные плавники как устройство, предотвращающее скольжение. Однако у других рыб, таких как присосковые и бычковые и они превратились в присоски. |
| Florida sand darter, Ammocrypta bifascia     | Отличаются от предыдущего типа отсутствием присоски. У них более удлинённое тело и маленькая голова. Подобные рыбы живут, как правило, под камнями и в расщелинах в спокойных водах. Это собачкообразные и перцины, обитающие в ручьях Северной Америки. |
| American plaice                              | У камбалообразных наиболее необычная морфология среди донных рыб. У них плоское асимметрично сжатое с боков тело, плавательный пузырь отсутствует. Оба глаза сдвинуты на одну сторону тела. Рот обычно смещён на нижнюю, незрячую сторону. У скат, напротив, тело сжато в дорсо-вентральной плоскости, у большинства крупные грудные плавники образуют диск. На вентральной стороне тела расположены рот, ноздри и жабры, а на дорсальной — глаза и брыгальца. |
| Brotula                                      | У рыб, подобных макрурусам, крупная голова и высокое в передней части тело, которое сильно сужается к хвосту. Это обитатели глубоких вод. Они питаются падалью или донными беспозвоночными. Примерами подобного типа являются химеры, долгохвостовые и бититовые. |

### Бентопелагические рыбы

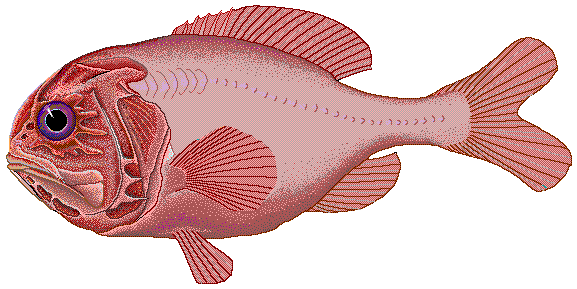
Атлантический большеголов

Бентопелагические или придонные рыбы обитают в непосредственной близости у дна, питаются бентосом и бентопелагическим зоопланктоном. Большинство демерсальных рыб относятся к бентопелагическим. Их можно разделить на виды с крепким телом и дряблотелых. Дряблотелые бентопелагические виды схожи с батипелагическими, у них небольшая масса тела и низкий уровень метаболизма. Они затрачивают минимум энергии и охотятся из засады. Примером такого типа служит Acanthonus armatus, хищник с крупной головой и телом, которое на 90 % состоит из воды. У этих рыб самые крупные отолиты и самый маленький мозг относительно размеров тела среди позвоночных.

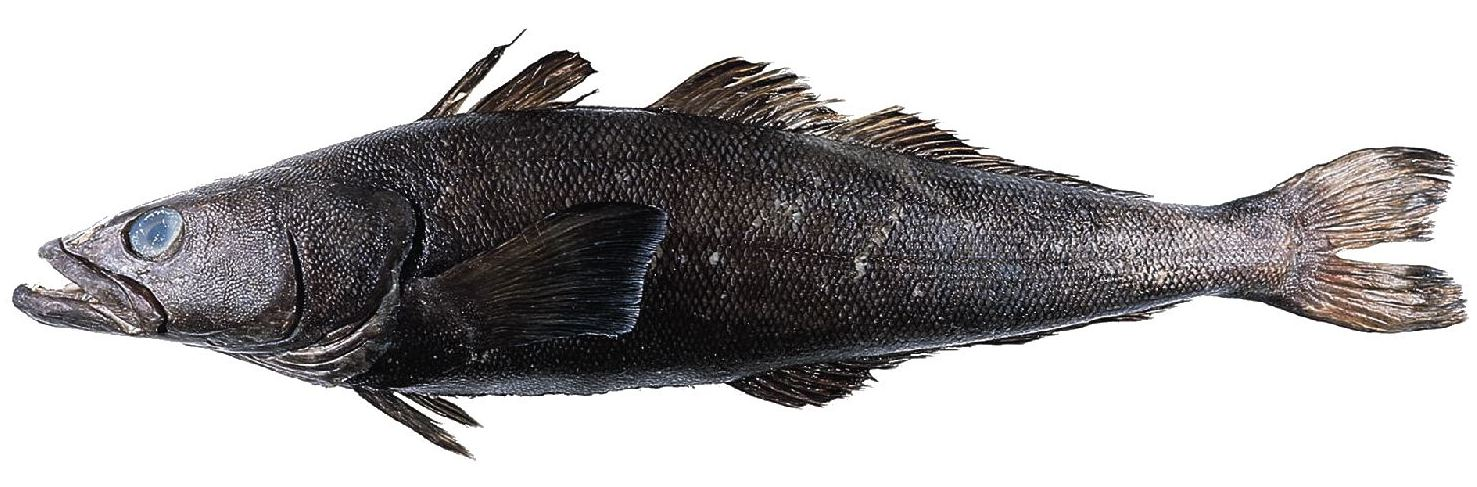
Патагонский клыкач

Твёрдотелые бентопелагические рыбы — активные пловцы, которые энергично ищут добычу на дне. Иногда они живут вокруг подводных вершин с сильным течением. Примером такого типа являются патагонский клыкач и атлантический большеголов. Ранее эти рыбы водились в изобилии и являлись ценным объектом промысла, их добывали ради вкусного плотного мяса.
У костистых бентопелагических рыб имеется плавательный пузырь. Типичные представители, ошибневые и долгохвостовые, — довольно массивны, их длина достигает 2 метров (малоглазый макрурус) и массы 20 кг (чёрный конгрио) . Среди донно-придонных много трескообразных рыб (в частности моровых), спиношипообразных (в частности галозавров.
Бентопелагические акулы, подобные глубоководным катранообразным, достигают нейтральной плавучести за счёт печени, богатой жиром. Акулы хорошо приспособлены к довольно высокому давлению на глубине. Они попадаются на материковом склоне на глубине до 2000 м, где питаются падалью, в частности останками мёртвых китов. Однако для постоянного движения и сохранения жировых запасов им необходимо много энергии, которой недостаточно в олиготрофных условиях глубоководья.
Хвостоколы, обитающие в прибрежных водах, являются донными рыбами, их тело имеет отрицательную плавучесть. Глубоководные скаты ведут бентопелагический образ жизни, у них, как у акул, крупная печень, поддерживающая их на плаву.

## Зоны обитания
За краем континентального шельфа постепенно начинаются абиссальные глубины. Здесь проходит граница между прибрежными, довольно мелкими бентическими зонами обитания и глубоководной бенталью. Прибрежные донные рыбы живут в мелких эстуариях и бухтах и далее на дне континентального шельфа. Глубоководные донные рыбы обитают за его краем, в основном на материковом склоне и у континентального подножья, которое переходит в абиссальную равнину. Площадь этой пограничной территории составляет около 28 % площади Мирового океана. Кроме того, глубоководные донные рыбы встречаются у подводных вершин и островов.
Термином «батидемерсальный» иногда обозначают глубоководных донных рыб, которые обитают на дне или у дна на глубине свыше 200 м. Эпибентическими называют организмы, обитающие на поверхности грунта.

### Прибрежные донные рыбы
Это обитатели зоны, которая простирается от береговой линии до края континентального шельфа. В целом глубина вод над континентальным шельфом не превышает 200 м, эти воды считаются эпипелагическими. Этим термином обозначают также донных рифовых рыб и рыб, живущих на дне бухт и эстуариев. 

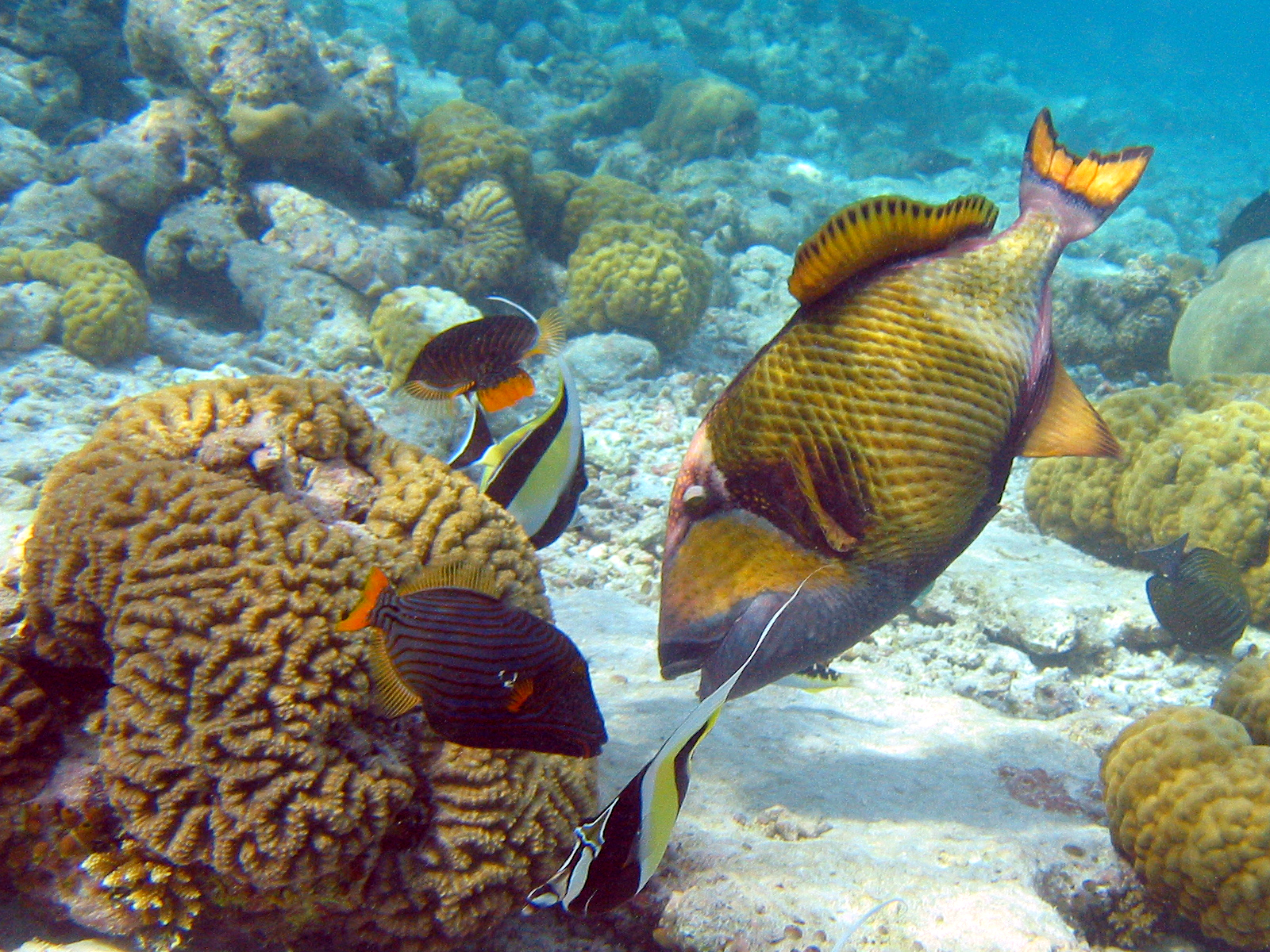
Спинорог струёй воды достаёт плоского морского ежа, зарывшегося в песок.
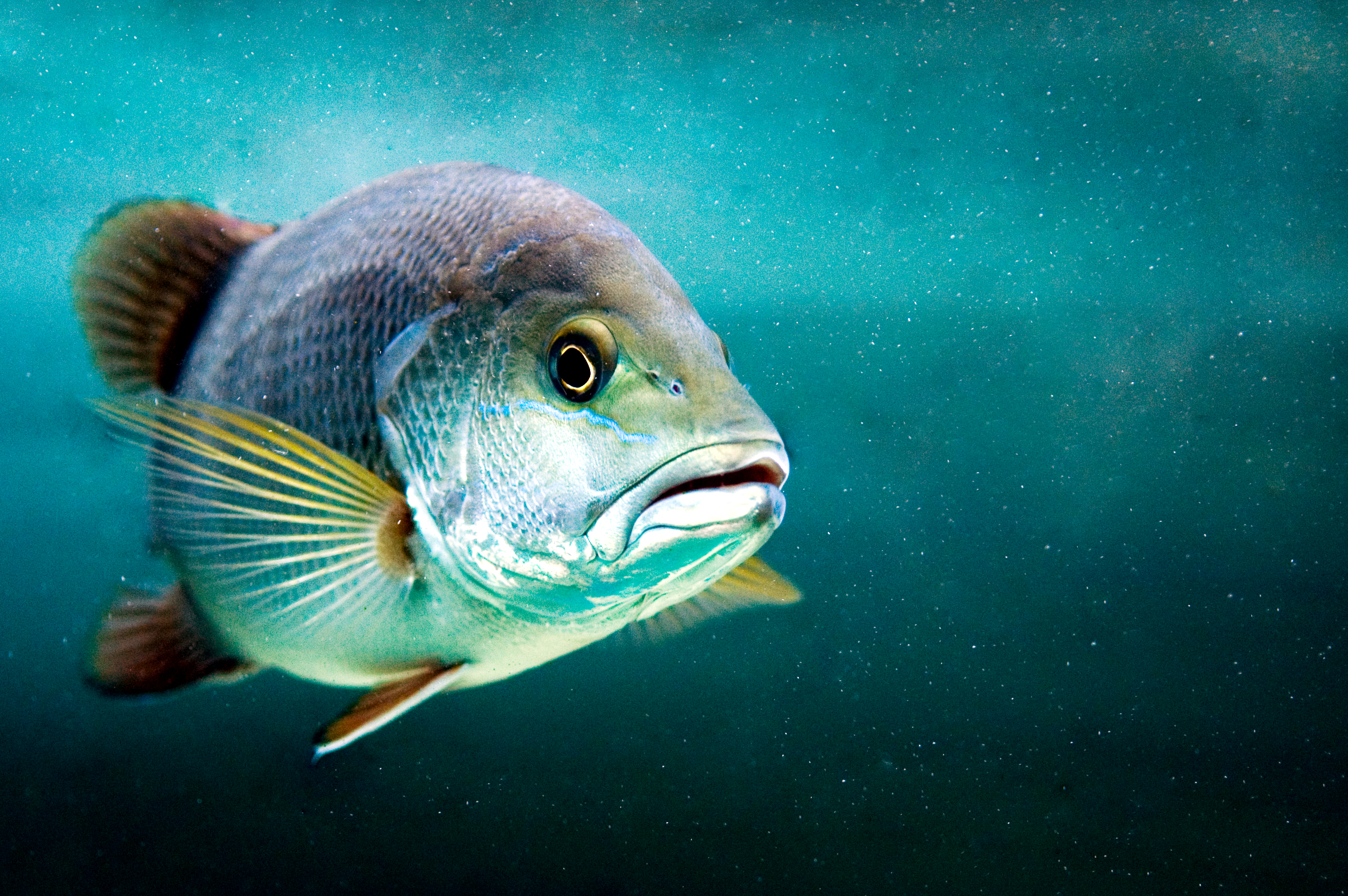
Красный луциан питается ракообразными
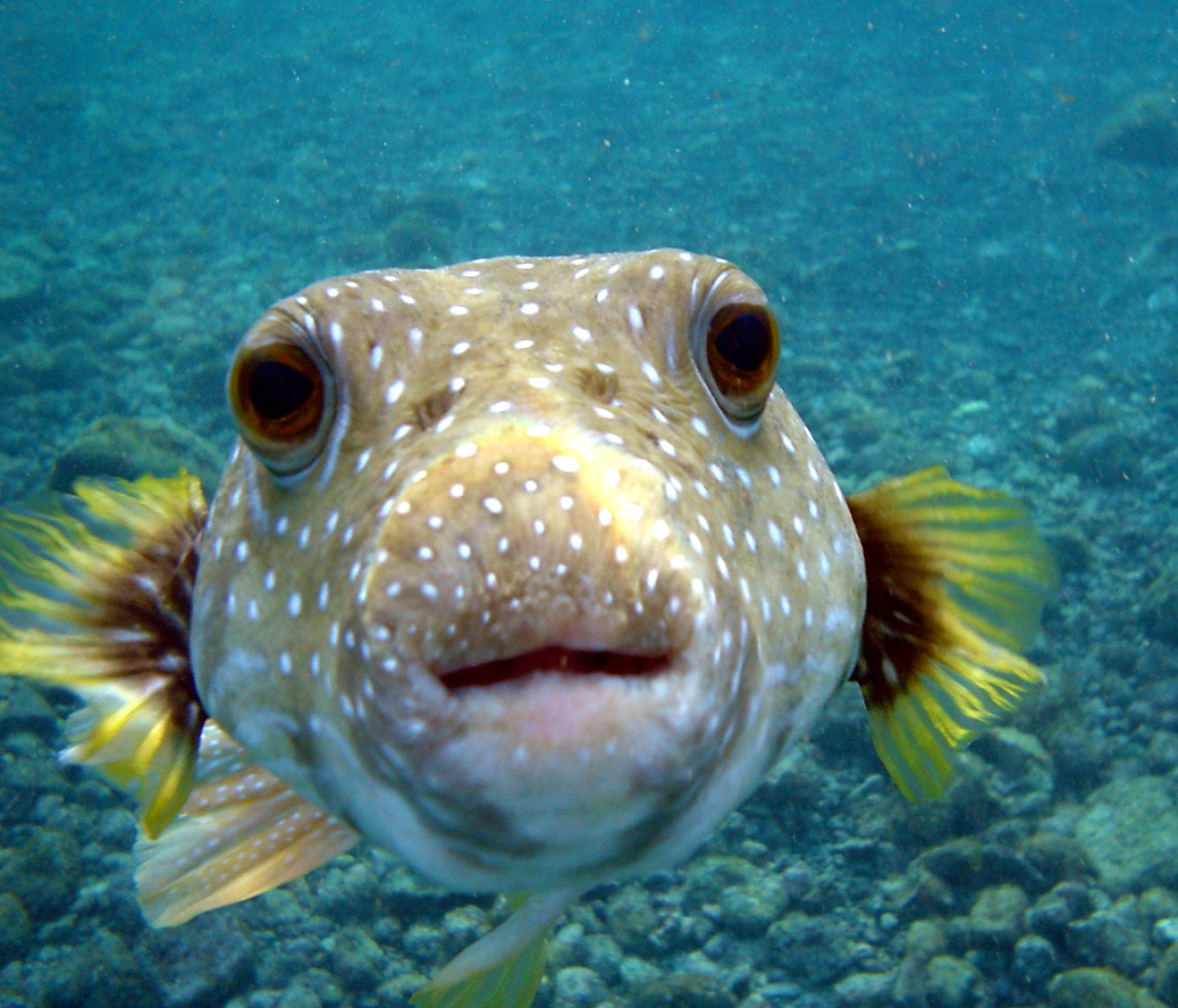
Многие иглобрюхи способны своими мощными клювами дробить раковины моллюсков
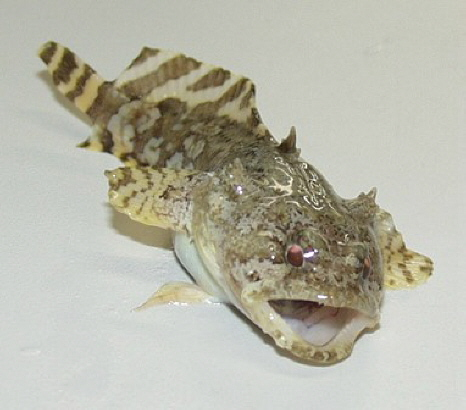
Ядовитая рыба-жаба, донный хищник, охотящийся из засады, сливается с грунтом на песчаном или илистом дне

Молодые красные луцианы обитают в устьях рек у корней мангровых зарослей, под поваленными деревьями, в каменистых расщелинах и прочих укрытиях, где, будучи в безопасности, охотятся на мелкую добычу. С возрастом они мигрируют в открытое море, иногда уплывая на несколько сотен километров от берега на нерест.
Звездочётовые распространены повсеместно в мелких водах. У них крупный верхний рот и глаза, расположенные на вершине головы. Они закапываются в песок и выскакивают из засады, чтобы схватить бентопелагических рыб и беспозвоночных, которые проплывают над ними. У некоторых видов на дне ротовой полости имеется червеобразный отросток, служащий приманкой для добычи. Эти ядовитые рыбы способны поражать жертву электрическим разрядом.

### Глубоководные бентические рыбы
Глубоководные донные рыбы обитают за границей континентального шельфа. По сравнению с прибрежными видами они более разнообразны, поскольку в их среде обитания присутствуют различные условия. Бентические рыбы чаще попадаются и более разнообразны на континентальном склоне, где варьируется среда обитания и больше корма. Около 40 % дна океана состоит из абиссальных равнин, но эти плоские, пустынные регионы покрыты морскими отложениями и обычно придонная жизнь (бентос) здесь отсутствует. Глубоководные донные рыбы более распространены в каньонах или на скалах посреди равнин, где концентрируются сообщества беспозвоночных организмов. Подводные горы омываются глубоководными течениями, это становится причиной возникновения апвеллинга, который поддерживает жизнь донных рыб. Горные хребты могут делить подводные регионы на различные экосистемы.
Типичные представители глубоководных донных рыб — ошибневые, долгохвостовые, угри, бельдюговые, зеленоглазковые, нетопырёвые и пинагоровые.

Самый глубоководный из известных ныне видов — Abyssobrotula galatheae, внешне похожие на угрей и совершенно слепые донные рыбы, которые питаются беспозвоночными.

Сечение океанского бассейна. Обратите внимание на значительное преувеличение вертикального масштаба.

На больших глубинах дефицит пищи и чрезвычайно высокое давление ограничивает выживаемость рыб. Самая глубокая точка океана находится на глубине около 11 000 метров. Батипелагические рыбы обычно не встречаются ниже 3000 метров. Наибольшая глубина обитания донных рыб составляет 8,370 м. Возможно, экстремальное давление подавляет важнейшие функции ферментов.
У глубоководных бентических рыб, как правило, мускулистое тело и хорошо развитые органы. По строению они ближе к мезопелагическим, чем к батипелагическим рыбам, но они более разнообразны. У них обычно нет фотофор, у некоторых видов глаза и плавательный пузырь развиты, а у других отсутствуют. Размер также различен, однако длина редко превышает 1 м. Тело зачастую вытянутое и узкое, угревидное. Вероятно, это связано с удлинённой боковой линией, улавливающей низкочастотные звуки, с помощью которых некоторые рыбы привлекают половых партнёров. Судя по той скорости, с которой глубоководные донные рыбы обнаруживают приманку, обоняние также играет важную роль в ориентации, наряду с осязанием и боковой линией.
Основу рациона глубоководных бентических рыб составляют беспозвоночные и падаль.
Как и в прибрежной зоне, донные рыбы глубоководья делятся на бентических с отрицательной и бентопелагических с нейтральной плавучестью тела.
По мере увеличения глубины падает количество доступной пищи. На глубине 1000 м биомасса планктона составляет 1 % от биомассы у поверхности воды, а на глубине 5000 м лишь 0,01 %. Поскольку солнечный свет уже не проникает сквозь толщу воды, единственный источник энергии — органические вещества. Они попадают в глубинные зоны тремя способами.
Во-первых, органические вещества перемещаются с континентальной части суши через потоки речной воды, которые затем попадают в море и спускаются вдоль континентального шельфа и материкового склона. Во-вторых, в глубинах океана идёт непрерывный «морской снег», самопроизвольное осаждение детрита из верхних слоёв водной толщи. Он является производным жизнедеятельности организмов продуктивной эвфотической зоны. Морской снег включает мёртвый или умирающий планктон, простейших (диатомовые водоросли), фекалии, песок, сажу и прочую неорганическую пыль. Третий источник энергии обеспечивают совершающие вертикальные миграции мезопелагические рыбы. Особенностью этих механизмов является то, что количество питательных веществ, которые попадают к донным рыбам и беспозвоночным, постепенно уменьшается по мере удаления от континентальных береговых линий.
Несмотря на скудость кормовой базы, среди глубоководных донных рыб существует определённая пищевая специализация. Например, они отличаются по размеру рта, который определяет размер возможной добычи. Некоторые виды питаются бентопелагическими организмами. Другие поедают животных, обитающих на дне (эпифауна), или зарывающихся в грунт (инфауна). У последних в желудках наблюдается большое количество грунта. Инфауна служит вторичным источником пищи для падальщиков, подобных синафобранховым.

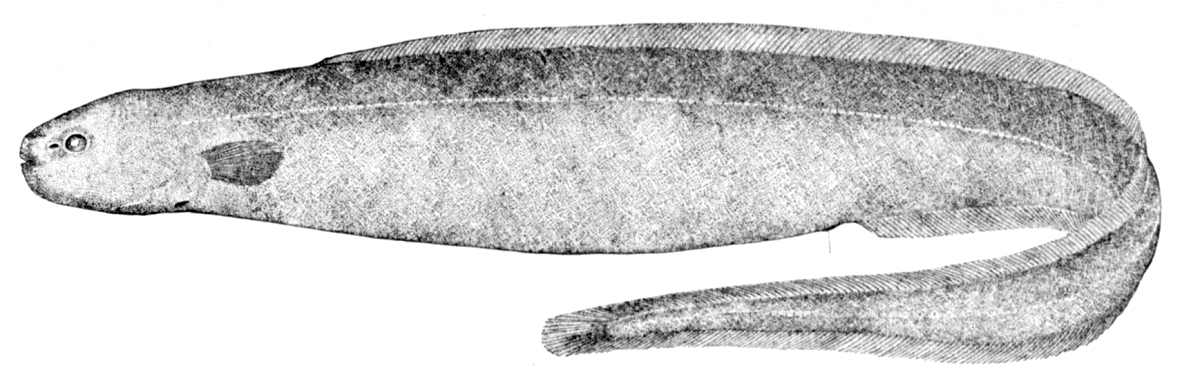
Сименхел[англ.]
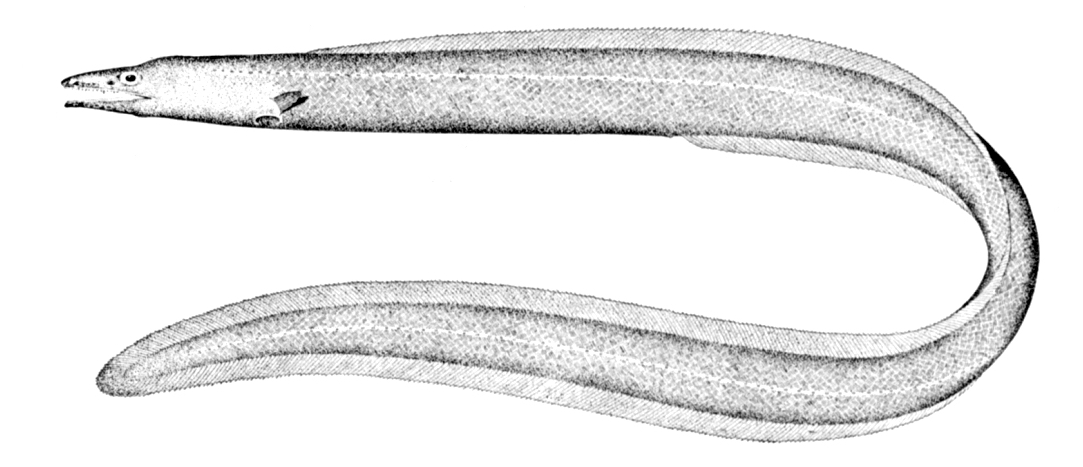
Ilyophis brunneus
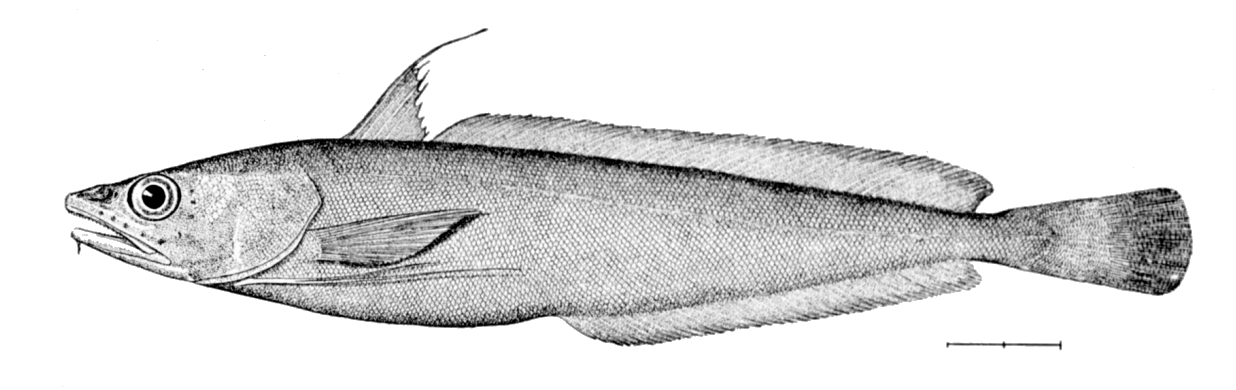
(Urophycis tenuis[англ.]

Некоторые виды питаются падалью. Видеозаписи показывают, что когда мёртвая рыба опускается на дно, к ней устремляются позвоночные и беспозвоночные падальщики. Если тело крупное, они погружаются в него целиком и выедают изнутри. В свою очередь они привлекают хищников, подобных долгохвостовым, которые начинают на охотиться на питающихся падальщиков. Существует также пищевая специализации на основе вертикального распределения. Наиболее многочисленные в верхней части материкового склона виды рыб, такие как слитножаберные угри и нитепёрые налимы, питаются в основном эпипелагическими рыбами. Но в целом рацион большинства глубоководных демерсальных видов состоит из беспозвоночных.

## Донный рыбный промысел
Большинство донных рыб, представляющих интерес для коммерческого и любительского рыболовства, обитает в прибрежной зоне на глубине до 200 м. Важными промысловыми видами являются камбалы, палтусы, тюрбо, морские языки. Также добывают треску, мерлузу, акул, скатов, химер, пикшу и конгера. В таблице ниже представлены мировые уловы некоторых групп донных рыб (в тоннах).
| Улов по группам (в тоннах)    | Улов по группам (в тоннах) | Улов по группам (в тоннах) | Улов по группам (в тоннах) | Улов по группам (в тоннах) | Улов по группам (в тоннах) | Улов по группам (в тоннах) | Улов по группам (в тоннах) | Улов по группам (в тоннах) |
| ----------------------------- | -------------------------- | -------------------------- | -------------------------- | -------------------------- | -------------------------- | -------------------------- | -------------------------- | -------------------------- |
| Group                         | 1999                       | 2000                       | 2001                       | 2002                       | 2003                       | 2004                       | 2005                       |                            |
| Треска, мерлуза, пикша        | 9,431,141                  | 8,695,910                  | 9,304,922                  | 8,474,044                  | 9,385,328                  | 9,398,780                  | 8,964,873                  |                            |
| Камбала, палтус, морской язык | 956,926                    | 1,009,253                  | 948,427                    | 915,177                    | 917,326                    | 862,162                    | 900,012                    |                            |
| Прочие донные рыбы            | 2,955,849                  | 3,033,384                  | 3,008,283                  | 3,062,222                  | 3,059,707                  | 3,163,050                  | 2,986,081                  |                            |

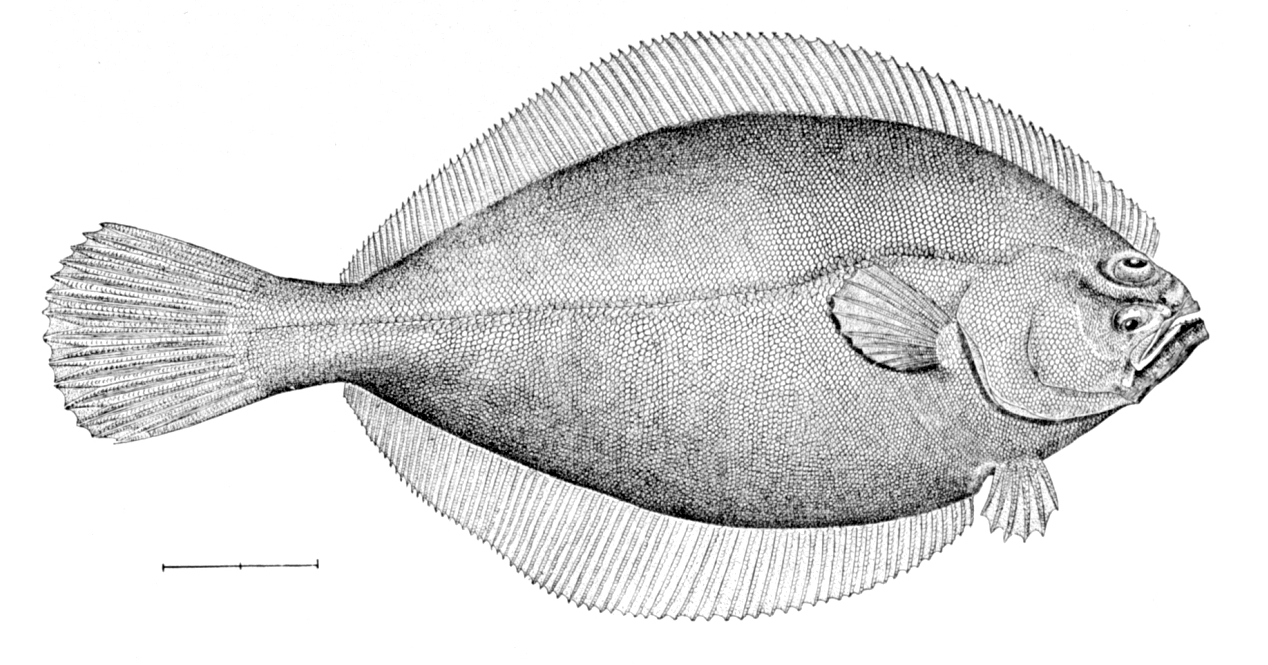
Камбала-ёрш обычно встречается на глубине между 90 и 250 м (нижняя граница среды обитания 3000 м). Она питается мелкими рыбами и беспозвоночными
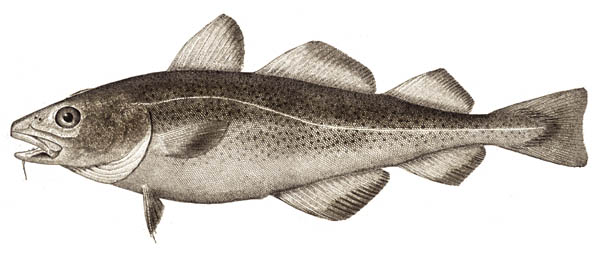
Атлантическая треска обычно держится на глубине 150—200 м, будучи неразборчивой в пище они питается беспозвоночными и рыбами, включая молодь собственного вида
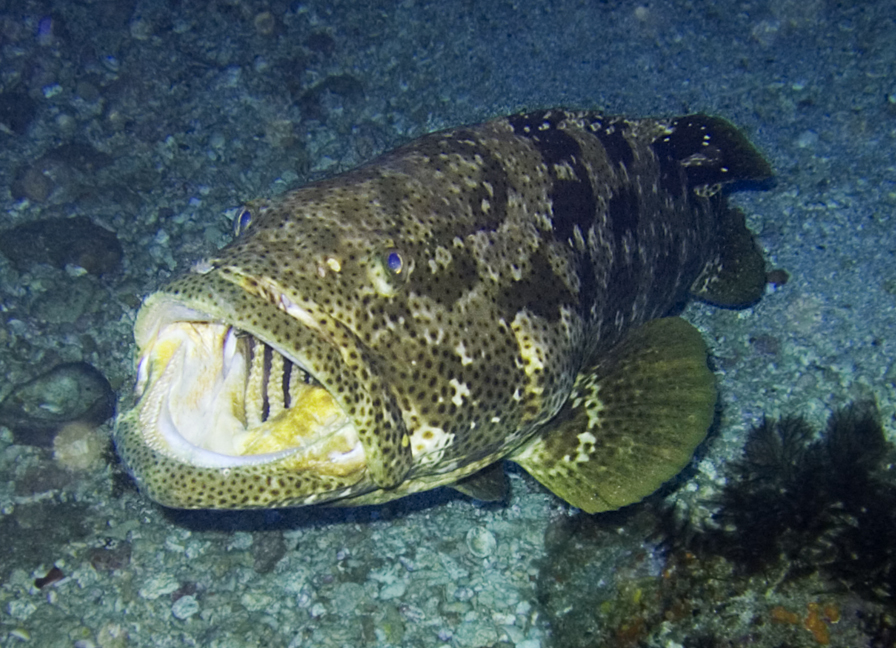
Груперы охотятся из засады. Их мощный всасывающий механизм позволяет захватить добычу на расстоянии

## Охранный статус
Многие донные рыбы Северного моря, такие как треска, камбала, европейский удильшик и морской язык, включены в список Международного Совета по исследованию моря (ИКЕС) видов, находящихся вне биологически безопасных пределов.
- Европейская солея имеет широкое распространение и не находится под угрозой, однако перелов привёл к сокращению численности популяции, во многих областях уловы снизились. Например, донный промысел в Ла-Манше и в Ирландском море на грани краха.
- Эти рыбы медленно растут, сейчас в уловах редко попадаются особи старше 6 лет, хотя продолжительность жизни у них достигает 40. Мировые ресурсы крупных хищных и донных рыб на 2003 год оценивались в 10 % от ресурсов до начала массового промышленного лова[33][34][35].